# Hure Qi
Hure Qi (chorągiew Hure; chiń. 库伦旗; pinyin: Kùlún Qí) – chorągiew w północno-wschodnich Chinach, w regionie autonomicznym Mongolia Wewnętrzna, w prefekturze miejskiej Tongliao. W 1999 roku liczyła 174 955 mieszkańców.